# Lalla Mimouna
Lalla Mimouna (en àrab لالة ميمونة, Lālla Mīmūna; en amazic ⵍⴰⵍⵍⴰ ⵎⵉⵎⵓⵏⴰ) és una comuna rural de la província de Kénitra, a la regió de Rabat-Salé-Kenitra, al Marroc. Segons el cens de 2014 tenia una població total de 29.479 persones.